# Chiesa di Santa Maria a Travalle
La chiesa di Santa Maria si trova a Travalle, nel comune di Calenzano.

## Storia e descrizione
Documentata dal 1209, nel XV secolo il patronato passò agli Strozzi che avevano appena edificato la magnifica villa di Travalle a cui la chiesa rimase legata, seguendone i passaggi di proprietà.
Attualmente si presenta nell'assetto tardo settecentesco con una sola navata coperta a capanna: l'arredo più prezioso, un Crocifisso in porcellana bianca della Manifattura di Doccia, da un prototipo del primo Settecento, è depositato nel Museo Diocesano di Firenze. La gestione della chiesa è a capo della parrocchia di Santa Maria delle Grazie.